# Утринна сянка
Утринна сянка е седма песен от албума „Вторият“ на българския поп-рок дует Дони и Момчил, издадена през 1994 година. През 1995 година е представена във видео компилацията „Акустичният концерт“. Времетраенето на песента е 5 минути и 17 секунди.

## Изпълнители
- Добрин Векилов – вокал, музика, текст и аранжимент
- Момчил Колев – аранжимент
- Теодосий Спасов – кавал (гост музикант)

## Текст
Тихо свита пак мълчи сутринта,

вплела в дланите горчива мъгла

зад прозорец, покрит с цветни листа.

Бели камъни се сливат с пръстта,

на парчета скрита, спи тишина

зад прозорец, покрит с цветни листа (х2).

На огнището догаря съня,

в сиви шепоти изчезва дима

зад прозорец, покрит с цветни листа (х2).

Ранима сянка пие дъх от заспала трева,

ранима сянка пие сенки вода

зад прозорец, покрит с цветни листа.

Тихо свита, дъх пое сутринта,

скри във свойте устни всичко в света

зад прозорец, покрит с цветни листа.